# Episodi di The Philco Television Playhouse (quarta stagione)
La quarta stagione della serie televisiva The Philco Television Playhouse è stata trasmessa in anteprima negli Stati Uniti d'America dalla NBC tra il 21 ottobre 1951 e il 14 settembre 1952.
| nº | Titolo originale            | Titolo italiano | Prima TV USA      | Prima TV Italia |
| -- | --------------------------- | --------------- | ----------------- | --------------- |
| 1  | Marcia Akers                |                 | 21 ottobre 1951   |                 |
| 2  | The Education of a Fullback |                 | 4 novembre 1951   |                 |
| 3  | A Little Night Music        |                 | 18 novembre 1951  |                 |
| 4  | Incident at Golden's Creek  |                 | 2 dicembre 1951   |                 |
| 5  | Perspective                 |                 | 16 dicembre 1951  |                 |
| 6  | The Sisters                 |                 | 30 dicembre 1951  |                 |
| 7  | Without Fear or Favor       |                 | 13 gennaio 1952   |                 |
| 8  | Segment                     |                 | 27 gennaio 1952   |                 |
| 9  | Rich Boy                    |                 | 10 febbraio 1952  |                 |
| 10 | Tender Age                  |                 | 24 febbraio 1952  |                 |
| 11 | Dusty Portrait              |                 | 9 marzo 1952      |                 |
| 12 | The Best Laid Schemes       |                 | 23 marzo 1952     |                 |
| 13 | The Room Next Door          |                 | 6 aprile 1952     |                 |
| 14 | The Basket Weaver           |                 | 20 aprile 1952    |                 |
| 15 | We Were Children            |                 | 4 maggio 1952     |                 |
| 16 | A Cowboy for Chris          |                 | 18 maggio 1952    |                 |
| 17 | A Man's Game                |                 | 1º giugno 1952    |                 |
| 18 | Flight Into Darkness        |                 | 15 giugno 1952    |                 |
| 19 | The Monument                |                 | 29 giugno 1952    |                 |
| 20 | A Letter to Mr. Priest      |                 | 13 luglio 1952    |                 |
| 21 | Bratt Farrar                |                 | 27 luglio 1952    |                 |
| 22 | The Five Fathers of Pepi    |                 | 10 agosto 1952    |                 |
| 23 | Three Sundays               |                 | 24 agosto 1952    |                 |
| 24 | The Last Hour               |                 | 7 settembre 1952  |                 |
| 25 | Holiday Song                |                 | 14 settembre 1952 |                 |